# Деситијати
Деситијати или Даситијати, Дезитијати или Дазитијати (лат. Daesitiates, Daezitiates) су били илирско племе које је живело на просторима које данас заузима Босна и Херцеговина у време Римске републике. Уз Мезеје и Деситијати су подпадали под Панонијане. Били су утицајни од краја 4. века п. н. е, па до почетка 3. века п. н. е. Докази њихових свакодневних активности могу се наћи у књижевним изворима, тако да судећи по тим материјалним и културним доказима, можемо сматрати да су они врло блиски са аутохтоном босанском културном групом. То са разлогом јер су Деситијати били присутни на западном Балкану током целе римске владавине, а њихова имена могу се наћи и у многим натписима историјских дела античких писаца. Током 19. века, научни интерес за истраживањима материјалних доказа Деситијата била су усмерена у деловима Горње Босне. Међутим, сви истраживачки напори тек треба да обезбеде комплетну анализу о Деситијатима. Код овог племена је несумњиво јасно да су један од главних саставних делова илирског етно-културног комплекса који се протезао од јужног Јадрана до Дунава на северу. Ово важи нарочито и због тога што су живели у центру илирског западног Балкана ослањајући се на делове панонског света.После скоро три века политичке независности, Деситијати подпадају под власт римског цара Августа. Након тога, Деситијати су укључени у провинцију Илирик али његова ова територија знатно умањена.
Коначно, све већи јаз између Римске владе и њених поданика у Илирика је довела до Великог илирског устанка који је почео у пролеће 6. године Хр.ере. Деситијати су се први дигли на устанак под вођством Батона, а ускоро су им се придружили и племе Бреуци. Остали сународници су регрутовани за борбу против Маркомана, док се устанак брзо ширио огромним областима западног Балкана и Дунавског региона. Улога Деситијата у побуни је била огромна, што је допринело њиховом коначном нестанку.